# Stronghold 2
Stronghold 2 es un videojuego de estrategia en tiempo real para ordenadores desarrollado por Firefly studios y distribuido por 2K Games. Fue lanzado el 22/4/2005. Se trata del segundo videojuego de la saga]. El juego se centra en la creación de fortalezas medievales con la intención de protegerte de ataques enemigos y prosperar mediante la recolección de diferentes recursos.

## Gameplay
En el juego los jugadores toman el rol de un señor feudal del medievo. Mediante los recursos disponibles tendrán que construir e investigar diferentes elementos para prosperar. El juego cuenta con un sistema de aldeanos que trabajaran automáticamente en los diferentes edificios que construyas. El objetivo del juego es conseguir la suficiente fuerza para acabar con los otros señores feudales enemigos.
Stronghold 2 posee dos modalidades de juego:
- el Sendero de la Paz (centrado en la construcción de castillos)
- el Sendero de la Guerra (centrado en las batallas)

## Stronghold 2 steam edition
Stronghold 2 steam edition se trata de un remake lanzado el 11 de octubre de 2017 en steam. Este relanzamiento incluye un soporte multijugador en Steam, logros, nuevos mapas, un libro de arte digital, la banda sonora completa y  una serie de cartas coleccionables. La Steam Edition actualiza Stronghold 2 con soporte completo para la Steam Workshop, permitiendo crear y compartir mapas personalizados con amigos.

## La serie
| Título                       | Lanzamiento | Plataformas       | Notas     |
| ---------------------------- | ----------- | ----------------- | --------- |
| Stronghold                   | 2001        | Windows, Mac OS X | Principal |
| Stronghold: Crusader         | 2002        | Windows           | Spinoff   |
| Stronghold 2                 | 2005        | Windows           | Principal |
| Stronghold Legends           | 2006        | Windows           | Spinoff   |
| Stronghold: Crusader Extreme | 2008        | Windows           | Spinoff   |
| Stronghold Kingdoms          | 2009        | Windows           | Spinoff   |
| Stronghold 3                 | 2011        | Windows           | Principal |
| Stronghold: Crusader 2       | 2014        | Windows           | Spinoff   |
| Stronghold: Warlords         | 2021        | Windows           | Spinoff   |

- Datos: Q1414295